# Arthur Szwarc
Arthur Szwarc (Toronto, 30 marzo 1995) è un pallavolista canadese con cittadinanza polacca, centrale e opposto del Milano.

## Palmarès

### Nazionale (competizioni minori)
- Coppa panamericana Under-21 2015

### Premi individuali
- 2023 - Campionato nordamericano: Miglior opposto[2]